# Анаперо
Анапе́ро (Chordeiles) — рід дрімлюгоподібних птахів родини дрімлюгових (Caprimulgidae). Представники цього роду мешкають в Америці.

## Види
Виділяють шість видів:
- Накунда (Chordeiles nacunda)
- Анаперо карликовий (Chordeiles pusillus)
- Анаперо блідий (Chordeiles rupestris)
- Анаперо малий (Chordeiles acutipennis)
- Анаперо віргінський (Chordeiles minor)
- Анаперо антильський (Chordeiles gundlachii)

Багійського анаперо раніше відносили до роду Chordeiles, однак за результатами молекулярно-філогенетичного дослідження він був переведений до роду Смугастохвостий анаперо (Nyctiprogne).
Накунду раніше відносили до монотипового роду Накунда (Podager), однак за результатами молекулярно-філогенетичного дослідження він був переведений до роду Chordeiles .

## Етимологія
Наукова назва роду Chordeiles походить від сполучення слів дав.-гр. χορδη — танець і δειλη — вечір.